# Titův oblouk

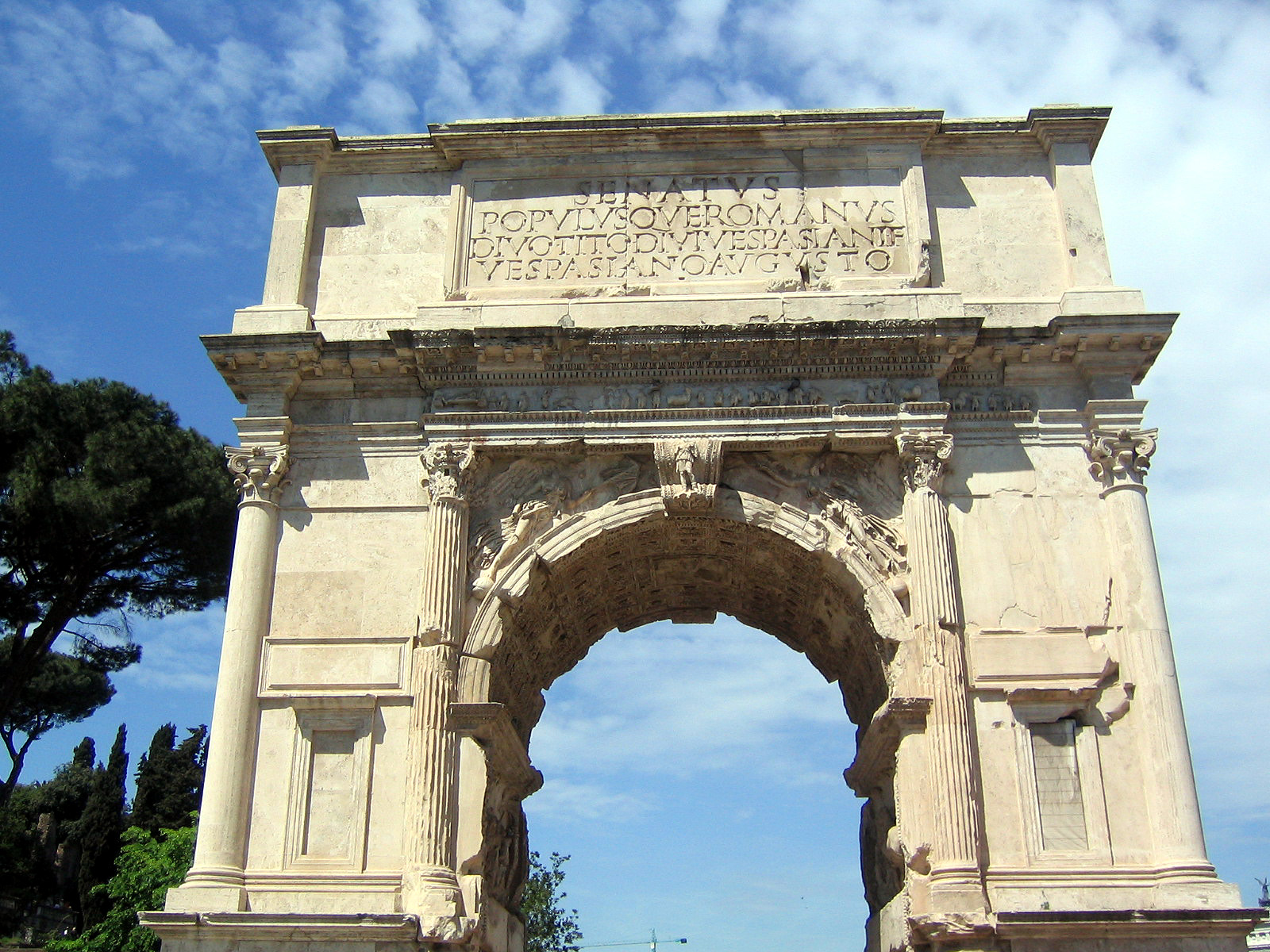
Pohled z Posvátné cesty (Via Sacra)

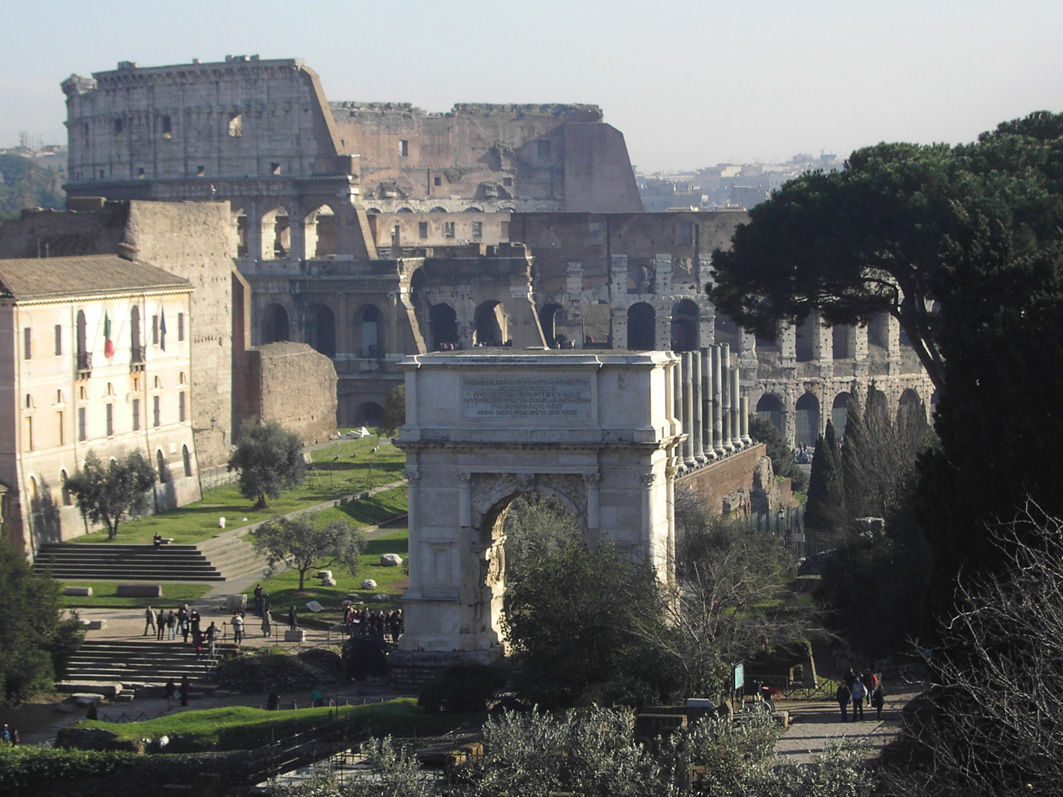
Pohled na Titův oblouk směrem od Fora Romana. V pozadí Koloseum

Titův oblouk je jedním ze čtyř vítězných oblouků nacházejících se v římském komplexu chrámů a budov Forum Romanum a je i jakousi vstupní bránou na Forum. Mohutný oblouk nechal vystavět císař Domitianus roku 81 krátce po náhlé smrti jeho staršího bratra Tita a měl připomínat velké Titovo vítězství nad Jeruzalémem v první židovské válce v roce 70. Titův triumfální oblouk se stal inspirací pro ostatní světové vítězné oblouky vznikající převážně v 16. století.

## Architektonické rysy

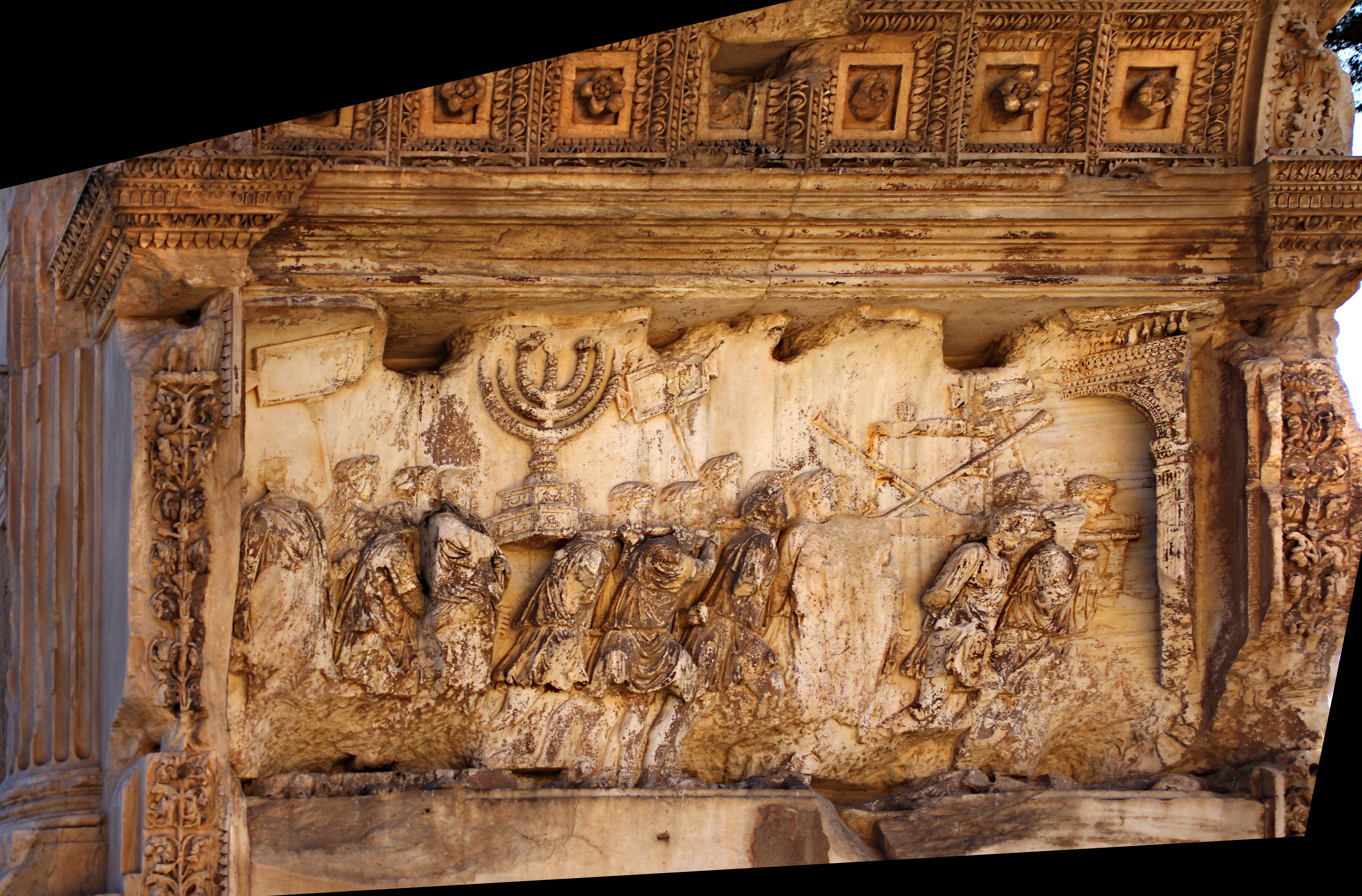
Titův oblouk: Detailní pohled na levý reliéf

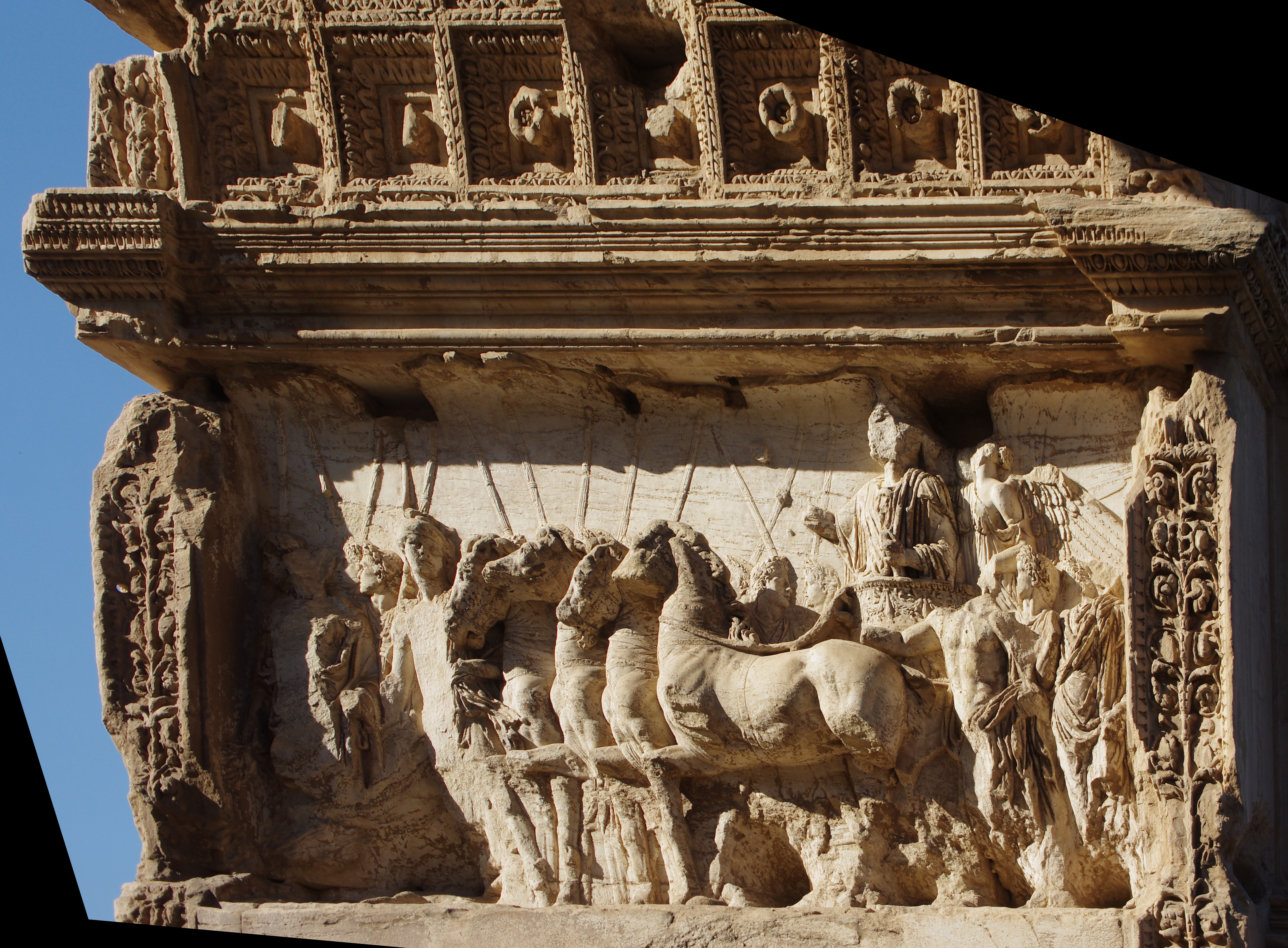
Titův oblouk: Detailni reliéf

Zhotovil jej pravděpodobně Domitianův oblíbený architekt Rabirius, jenž je často spojován s výstavbou slavného Kolosea, avšak z historického hlediska není tento fakt ničím doložený.
Celá stavba je široká 13,50 metrů, vysoká 15,40 metrů a do hloubky měří rovných 4,75 metrů. Klenutý průchod je 8,30 metrů vysoký a přesně 5,36 metrů široký. Z každé strany je oblouk obsazen vroubkovanými kompozitními sloupy, které stojí na čtvercovém podstavci.
Oblouk je rozdělen na několik částí, jimž dominují dva historické reliéfy na vnitřní straně stavby. Na pravém reliéfu (čelem do Fora Romana) je vyobrazen triumfální návrat císaře Tita z bitvy v Jeruzalémě. Panna, představující Řím, vede Titův vůz tažený čtyřspřežím a nad císařem drží bohyně vítězství Victorie vavřínový věnec. Na levém reliéfu se nachází římské vojsko při slavnostním průvodu v Římě, židovští zajatci a mnoho trofejí z Jeruzalémského chrámu, z nichž nejvýraznější je sedmiramenný svícen a posvátné pozouny.
Uprostřed kazetového podhledu je znázorněn Titus, nyní však nikoliv jako císař, ale jako bůh.
Ještě na konci starověku byla na dvou velkých pilířích umístěna sousoší, avšak během středověkých přestaveb byla zničena. Také oblouková atika byla původně korunovaná sousoším, pravděpodobně sloním čtyřspřežím.

## Nápisy

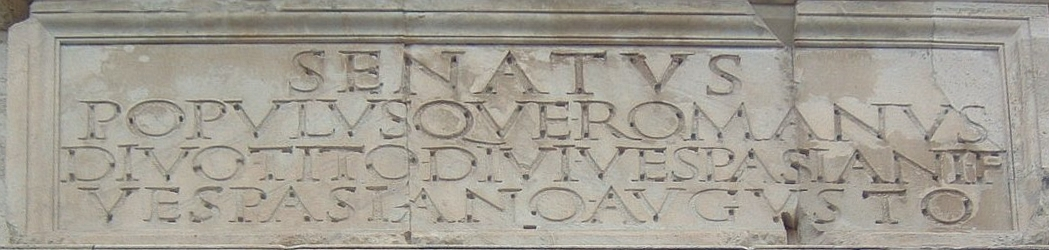
Nápis na Titově oblouku

V horní části oblouku z východní strany (od Kolosea) je zřetelné originální věnování od římského senátu:
SENATVS
POPVLVSQVE·ROMANVS
DIVO·TITO·DIVI·VESPASIANI·F
VESPASIANO·AVGVSTO
Senát
a lid římský (věnují)
božskému Titovi, synovi božského Vespasiana,
Vespasianu Augustovi.

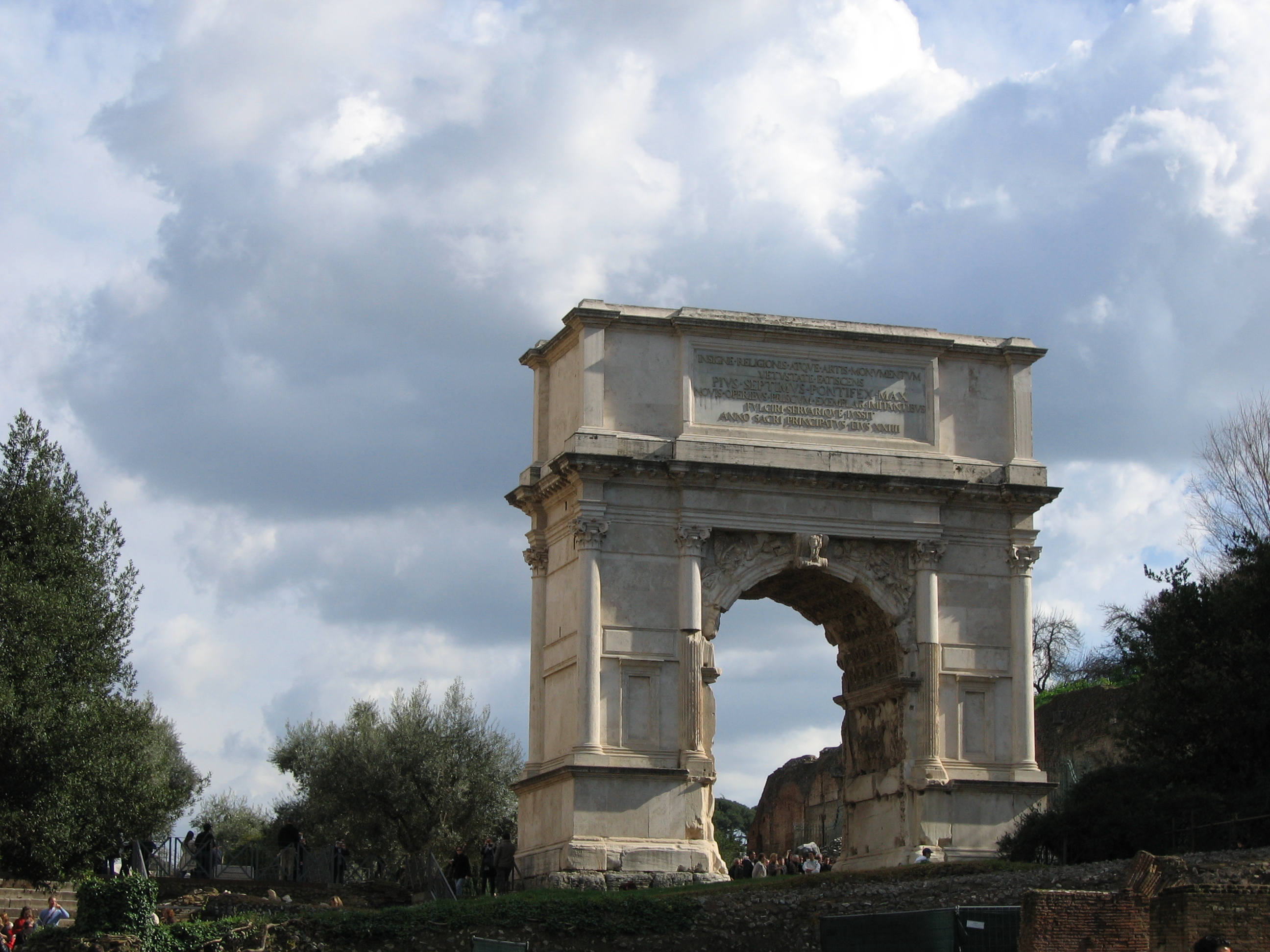
Titův oblouk ze západní strany. Nad průchodem je zřetelný Piův nápis.

Na západní straně přibyl v roce 1823 nápis oslavující papeže Pia VII., jako zachránce Titova oblouku:
INSIGNE·RELIGIONIS·ATQVE·ARTIS·MONVMENTVM
VETVSTATE·FATISCENS
PIVS·SEPTIMVS·PONTIFEX·MAX
NOVIS·OPERIBVS·PRISCVM·EXEMPLAR·IMINTANTIBVS
FVLCIRI·SERVARIQVE·IVSSIT
ANNO·SACRI·PRINCIPATVS·EIVS·XXIIII
Tento památník, významný jak pro náboženství, tak pro umění,
po mnoho věků slábl:
Papež Pius VII.,
pracoval na (tomto) vzorném příkladu antiky,
obnovil jej, posílil jej a uchránil jej.
(Ve 24. roce papežova posvěcení)

## Záchrana
V dnešní době se může zdát, že oblouk přežil mnoho staletí bez větší újmy, avšak opak je v tomto případě pravdou. Místo pravidelné údržby byl ve středověku vystaven pustošení a v 11. století byl dokonce připojen k mohutné obranné zdi. K rekonstrukci dal pokyn až v roce 1821 velký milovník antiky papež Pius VII. Nelehkého úkolu se ještě téhož roku ujal italský architekt Giuseppe Valadier. Mezi lety 1822 - 1823 došlo k přestavbě druhé strany oblouku (směrem do Fora Romana). Na rekonstrukci horní části, kde se nachází nápis Pia VII., byl místo obvyklého mramoru úmyslně použit travertin, takže tato část se barevně výrazně liší od zbytku stavby.